# Hispidophila spinosa
Hispidophila spinosa är en stekelart som beskrevs av Lin 1994. Hispidophila spinosa ingår i släktet Hispidophila och familjen hårstrimsteklar. Inga underarter finns listade i Catalogue of Life.